# 永勝寺 (久留米市)
永勝寺（えいしょうじ）は、福岡県久留米市山本町豊田にある曹洞宗の寺院。山号は柳坂山。
日本三大薬師の一つ。もみじ寺とも呼ばれる。

## 歴史
- 天武天皇9年（680年） - 天武天皇が鵜野讃良皇后の病気平癒を祈願して発願し、薬師寺を建立したが、永勝寺も天武天皇の勅願で創建した。
- 白河天皇のころ - このころには36坊があったとされる。
- 戦国時代 - 衰退。
- 天正18年（1590年） - 小早川秀包が寺地を没収。
- 1877年（明治10年） - 従前は天台宗であったが、本堂が再建された同年に曹洞宗となった[2]。

## 本尊
- 薬師如来

## 文化財

### 市指定有形文化財
- 永勝寺の古瓦 - 考古資料2000年（平成12年）2月24日市指定[2]

## 交通
- 西鉄バス 柳坂 徒歩15分程度

## その他
- 柳坂 - 地名の由来は不詳。永勝寺とともに「柳坂」の地名は中世から存在し、建久6年（1195年）と承久3年（1221年）の文献に見られる[2]。